# Gryllacris vietnami
Gryllacris vietnami är en insektsart som beskrevs av Andrej Vasiljevitj Gorochov 2007. Gryllacris vietnami ingår i släktet Gryllacris och familjen Gryllacrididae. Inga underarter finns listade i Catalogue of Life.